# Ernest Gold
Ernest Gold (født Ernst Sigmund Goldner; 13. juli 1921 i Wien – 17. marts 1999 i Santa Monica i Californien) var en amerikansk komponist. Gold komponerede næsten ethundrede melodier til film og tv mellem 1945 og 1992.
Golds bidrag fik anerkendelse med fire Academy Award-nomineringer og tre Golden Globe-nomineringer. Han vandt en Golden Globe i 1960 for bedste filmmusik til spillefilmen On the Beach fra 1959, og han vandt en Academy Award et år senere for bedste filmmusik til en drama- eller komediefilm, hvilket var filmen Exodus. Hans værk for On the Beach gav også Gold en Grammy Award. Hollywood Walk of Fame har anerkendt Gold med en stjerne på den berømte Hollywood Boulevard. Golds klassiske værker omfatter en klaverkoncert, en strygekvartet og en klaversonate.